# Ochotona collaris
Thỏ cộc có cổ (Ochotona collaris) (tiếng Anh: Collared Pika) là một loài động vật có vú trong Họ Ochotonidae của Bộ Thỏ. Chúng là một loài thỏ cộc nhỏ (khoảng 160 g) sống ở các mỏm đá của miền trung và miền nam Alaska (Hoa Kỳ), và ở các vùng của Canada, bao gồm phía bắc Columbia, Yukon và các phần phía tây của lãnh thổ Tây Bắc. Chúng có họ hàng gần với loài Thỏ cộc Mỹ (O. princeps), nhưng chúng là một loài chưa có phân loài nào được công nhận. Chúng tránh tương tác với nhau, không ngủ đông, và dành phần lớn thời gian vào mùa hè thu thập thảm thực vật được lưu trữ dưới đá làm thực phẩm cho mùa đông. Một số cá thể đã được quan sát thu thập và ăn chim chết để làm nguồn chất béo và protein. Hàng ngàn chuyến đi được thực hiện trong tháng 7 và tháng 8 để thu thập thảm thực vật cho mùa đông. Loài này được Nelson mô tả năm 1893.

## Hình ảnh

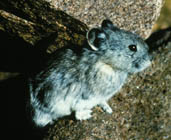
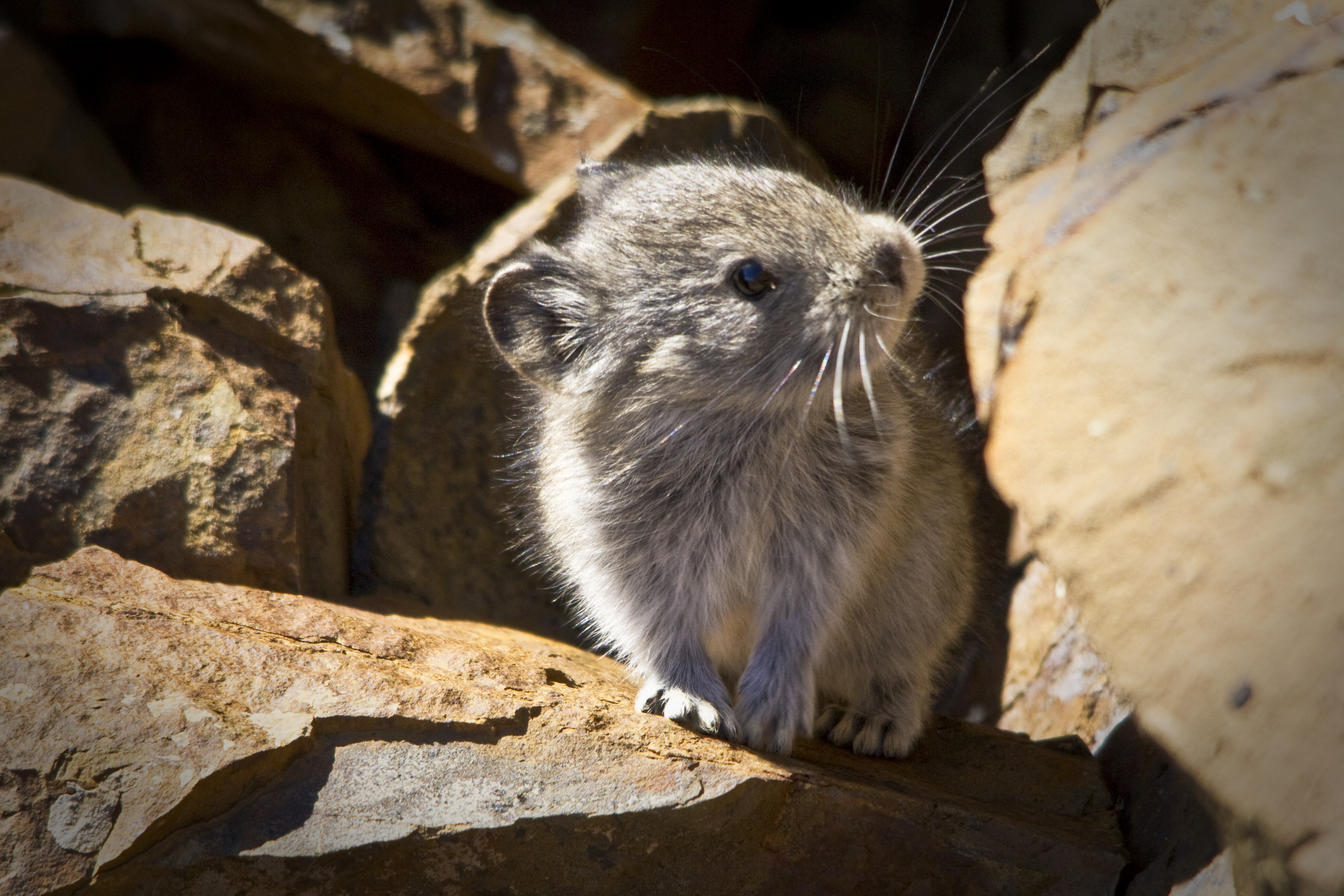
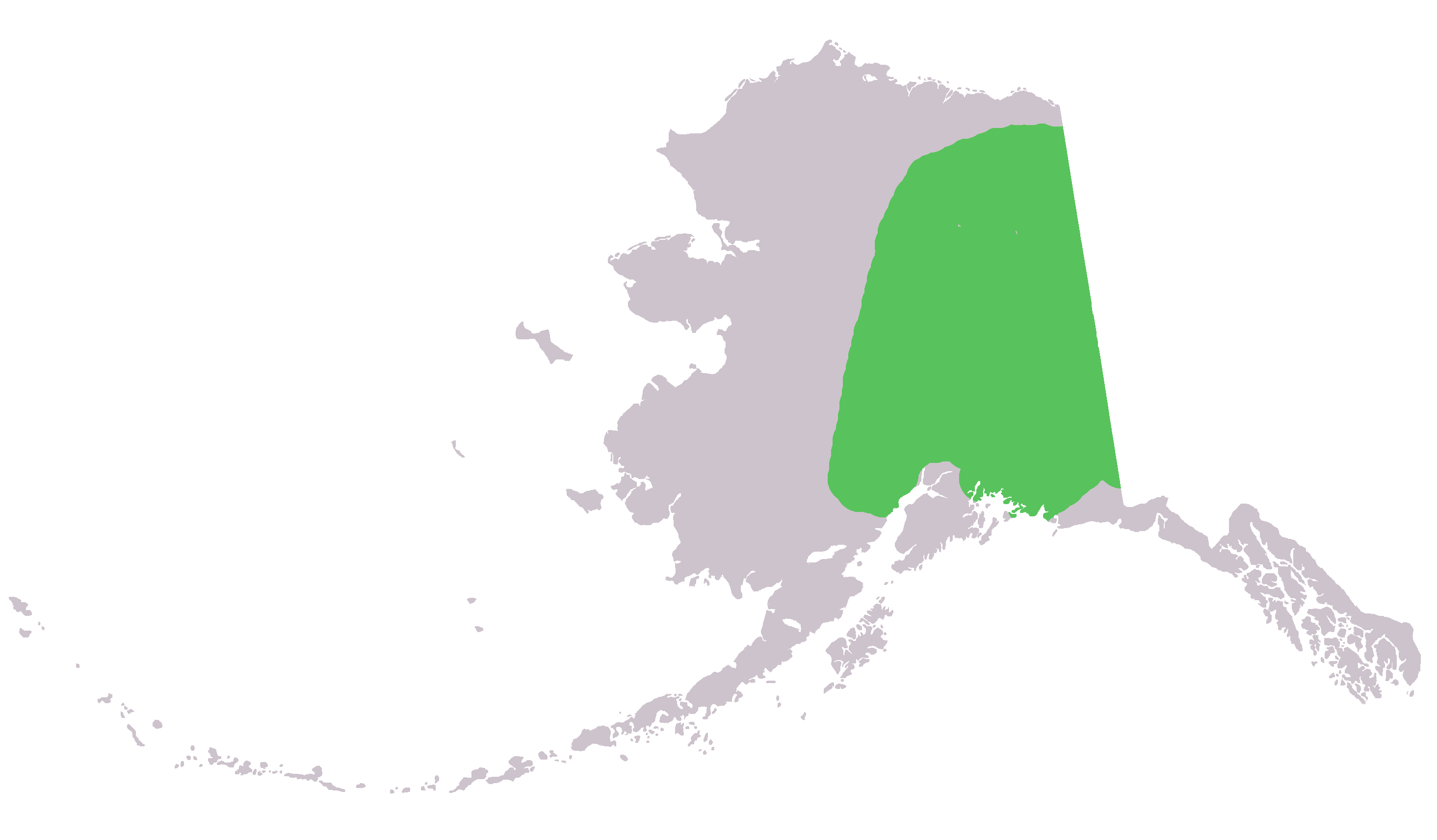